# Ivar Ivarsson (Liljeörn)
Ivar Ivarsson (Liljeörn), född omkring 1528, var riddare och riksråd. Han trolovades vid Kyndelsmäss 1566 med Karin Göransdotter (Gyllenstierna) med laga fästning och sänggående, men 1567 anklagades Ivar Ivarsson för högförräderi och mördades på Trefaldighetsaftonen tillsammans med Svante Sture, hans son Nils, kungens lärare Dionysius Beurræus och några andra stormän på Uppsala slott av kung Eriks drabanter under Sturemorden, innan de hade genomgått en vigselceremoni. Paret fick 1567 en son, Ivar Ivarsson, född postumt efter faderns död. Karin Göransdotter var efter sin trolovades död engagerad i en arvstvist som varade i resten av hennes liv. År 1587 avgjorde kungen att trolovningen var giltig och gällde som äktenskap med arvsrätt, något som slutligen bekräftades 1590. Hennes son Ivar avled dock samma år, och därefter gällde tvisten endast hennes och inte hans arv. 